# Cloverfield
Cloverfield és una pel·lícula estatunidenca, dirigida per Matt Reeves i estrenada el 2008.

## Argument
Nova York, 2007. Una quarantena de joves organitzen una festa per a la marxa d'un dels seus al Japó. En el transcurs de la vesprada, mentre que la celebració és en el seu punt àlgid, l'immoble en el qual es troben és fortament sacsejat per una brusca sotragada. Intrigats, els convidats baixen al carrer per preguntar què passa. Un cop sord es fa sentir llavors... i el cap de l'Estàtua de la Llibertat ve a estavellar-se violentament enmig del carrer: un monstre d'una talla desmesurada comença a sembrar un increïble caos destruint tot al seu pas.

## Repartiment
- Michael Stahl-David: Robert "Rob" Hawkins
- Mike Vogel: Jason Hawkins
- Lizzy Caplan: Marlena Diamond
- Jessica Lucas: Lily Ford
- T.J. Miller: Hudson "Hud" Platt
- Odette Yustman: Beth McIntyre
- Ben Feldman: Travis
- Brian Klugman: Charlie
- Chris Mulkey: Tinent-Coronel Graff

## Al voltant de la pel·lícula

### Origen del projecte
Les recerques efectuades sobre l'origen del bloop haurien inspirat J. J. Abrams. El bloop és un so d'ultrabaixa freqüència, detectat a l'Oceà Pacífic pel Nacional Oceanic and Atmospheric Administration (NOAA) que s'ha detectat moltes vegades durant l'estiu del 1997, i del qual l'origen continua sent avui desconegut. Un primer projecte de sèrie de televisió va ser abandonat el desembre de 2005 per fer finalment una pel·lícula.
El febrer del 2007, la Paramount Pictures llança secretament el projecte Cloverfield, produït per J. J. Abrams, dirigida per Matt Reeves, i amb guió de Drew Goddard segons una idea inicial de J. J. Abrams. El càsting és portat sense que cap guió hagi estat enviat als candidats, i són escollits actors desconeguts. El seu contracte els impedeix revelar cap informació sobre la pel·lícula. Amb un pressupost de producció de 25 milions de dòlars, el rodatge comença a mitjans del juny de 2007 a Nova York.

### El monstre
Abans de la sortida de la pel·lícula, han circulat nombrosos rumors quant a la identitat del monstre: Godzilla, però també Cthulhu. Un remor que ha circulat diu que Cloverfield  seria l'adaptació de la novel·la La crida de Cthulhu (1926) de Lovecraft, de la qual Bad Robot, la productora de J. J. Abrams, hauria aconseguit els drets el 2003. Aquest rumor és reforçat per la coincidència de la detecció del bloop pel Nacional Oceanic and Atmospheric Administration, no lluny de les coordenades de R'lyeh, la ciutat engolida on «el difunt Cthulhu somni i espera».

La pel·lícula revela l'aspecte del monstre però ni el seu nom (l'equip de rodatge l'havia anomenat "Clover") ni, sobretot, el seu origen. Hom es conformarà amb aquest comentari de J. J. Abrams a l'informe de premsa de la pel·lícula: 
| « | És un bebè tot just tret de l'aigua on ha passat milers d'anys. És un nou nat. Està desorientat i irritable... | » |

 Aquesta cita enllaça amb la font d'inspiració de J. J. Abrams, les recerques efectuades al voltant del bloop, cosa que acredita la idea d'un monstre marí. Aquesta hipòtesi és d'altra banda evocada a la pel·lícula pel personatge d'Hud.

Tanmateix, es pot avançar un origen del monstre diferent al marí. En efecte, en l'última escena de la pel·lícula, es troben Robert Hawkins i Beth McIntyre en una fira, la càmera enfocada cap al mar. Just abans que la càmera no es giri cap a la parella per dir -irònicament- l'última rèplica de la pel·lícula (
| « | Era una jornada extra! | » |

), es veu lluny, a la dreta de la pantalla, al costat d'un transbordador, una forma caient del cel i cabussant-se dins de l'oceà. Es pot pensar que es tracta de la primera aparició del monstre (ja que aquesta escena es desenvolupa cronològicament abans de la destrossa) i que podria doncs provenir de l'espai. No obstant això, allò no treu res al misteri de la procedència del monstre o ni tan sols de la seva presència.
Una altra hipòtesi, més plausible, confirmaria el fet que la criatura sigui un monstre marí despertat per una societat japonesa que intentava extreure un ingredient del fons dels oceans per a la seva beguda vigoritzant, ingredient extret gràcies a una plataforma petroliera. El satèl·lit llançat per la societat es va desviar de la seva òrbita i va anar a l'aigua: és la forma que es veu aixafar-se en els últims moments de la pel·lícula. El satèl·lit i l'activitat en ple desenvolupament de la plataforma petroliera van provocar el despertar del monstre, dormint en el fons de l'oceà, que va destruir la plataforma. Aquesta hipòtesi és confirmada per la presència de 4 vídeos amagats en els DVD de la pel·lícula.
Es tracta de falsos reportatges de telenotícies (que es veuen d'altra banda a la pel·lícula, en segon pla, quan un dels personatges busca una bateria per al seu portàtil) en els quals es veu la destrucció de la plataforma. Segons els diaris, es veu més o menys bé la criatura, i es pot fins i tot veure un començament d'atac dels paràsits (les petites criatures) contra militars. De vegades, quan la càmera té una avaria es poden veure imatges com King Kong al gratacels o Godzilla. Al començament de la pel·lícula mirant a la cantonada es pot veure durant un segon el logotip Dharma de la sèrie Lost, els desapareguts.
Però si s'observa bé el monstre quan la seva cara apareix abans que els protagonistes no vagin al metro i que es miri després del seu cap vist de cara de dia, hom es fixa en diferències que avalen encara més la hipòtesi dels dos monstres, sobretot el cap de la criatura en la nit que sembla més allargada que la de l'animal que es veu de dia o les dents que semblen menys nombroses de nit que de dia, la qual cosa portaria a pensar que el de nit és la mare o el pare (però més la mare segons J J Abrams) que es deixaria matar i el petit apareix de dia, però potser fins i tot a la nit, ja que la hipòtesi que hagi atacat l'helicòpter és factible.

### Estil i estètica
A Semblança de  Cannibal Holocaust , de REC o del Projet Blair Witch, Cloverfield  és presentat com havent estat rodat pels personatges de la pel·lícula, de la qual s'hauria trobat més tard la gravació, d'aquí els molt nombrosos moviments de càmera. La pel·lícula agafa doncs la forma d'un fals documental.

## Premis
- Saturn Award 2008 a la millor pel·lícula de ciència-ficció, atorgat per l'Academia de Ciència-ficció, fantasia i terror.[6]